# Malena Sandor
María Elena James de Terza, conocida artísticamente comoMalena Sandor (Buenos Aires, Argentina, 1913 – ídem. 1968), fue una dramaturga y periodista argentina cuya labor se caracterizó por una actitud de continua rebeldía y de persistente crítica social.
En 1937 estrenó su obra Yo me divorcio papá, pieza en un acto cuyo tema es la crítica de las convenciones sociales. En 1938 obtuvo el Premio Nacional de Teatro por su obra Una mujer libre, que fue representada más adelante en Brasil traducida al portugués y adaptada al cine en la coproducción franco-italiana Una donna libera dirigida en 1954 por Vittorio Cottafavi.
Algunas de sus obras fueron Una historia casi verosímil, Penélope ya no teje y Los dioses vuelven.
Entre 1948 y 1956 vivió en Europa, en especial en Italia y allí terminó Y la respuesta fue dada, que se estrenó en Buenos Aires en 1956. También escribió la comedia musical Dame tus labios Liette así como libretos para radio y televisión.

## Filmografía
Escritora
- Una donna libera (1954)

## Obras teatrales
- Yo me divorcio papá
- Y la respuesta fue dada
- Un muchacho llamado Daniel
- Una mujer libre
- Una historia casi verosímil
- Penélope ya no teje
- Los dioses vuelven
- Yo soy la más fuerte
- Ella y Satán
- El hombre de los pájaros
- Tu vida y la mía
- Dame tus labios Liette